# Iepentakvlinder
De iepentakvlinder (Ennomos autumnaria) is een nachtvlinder uit de familie van de Geometridae, de spanners. De soort wordt eigenlijk alleen waargenomen door vangst op licht.
Het vrouwtje heeft een voorvleugellengte van 28 tot 32 millimeter en het mannetje van 21 tot 28 millimeter. Het vrouwtje is groter dan de andere Ennomos-soorten. In rust houdt de vlinder de vleugels schuin omhoog. De mannetjes hebben een geveerde antenne.

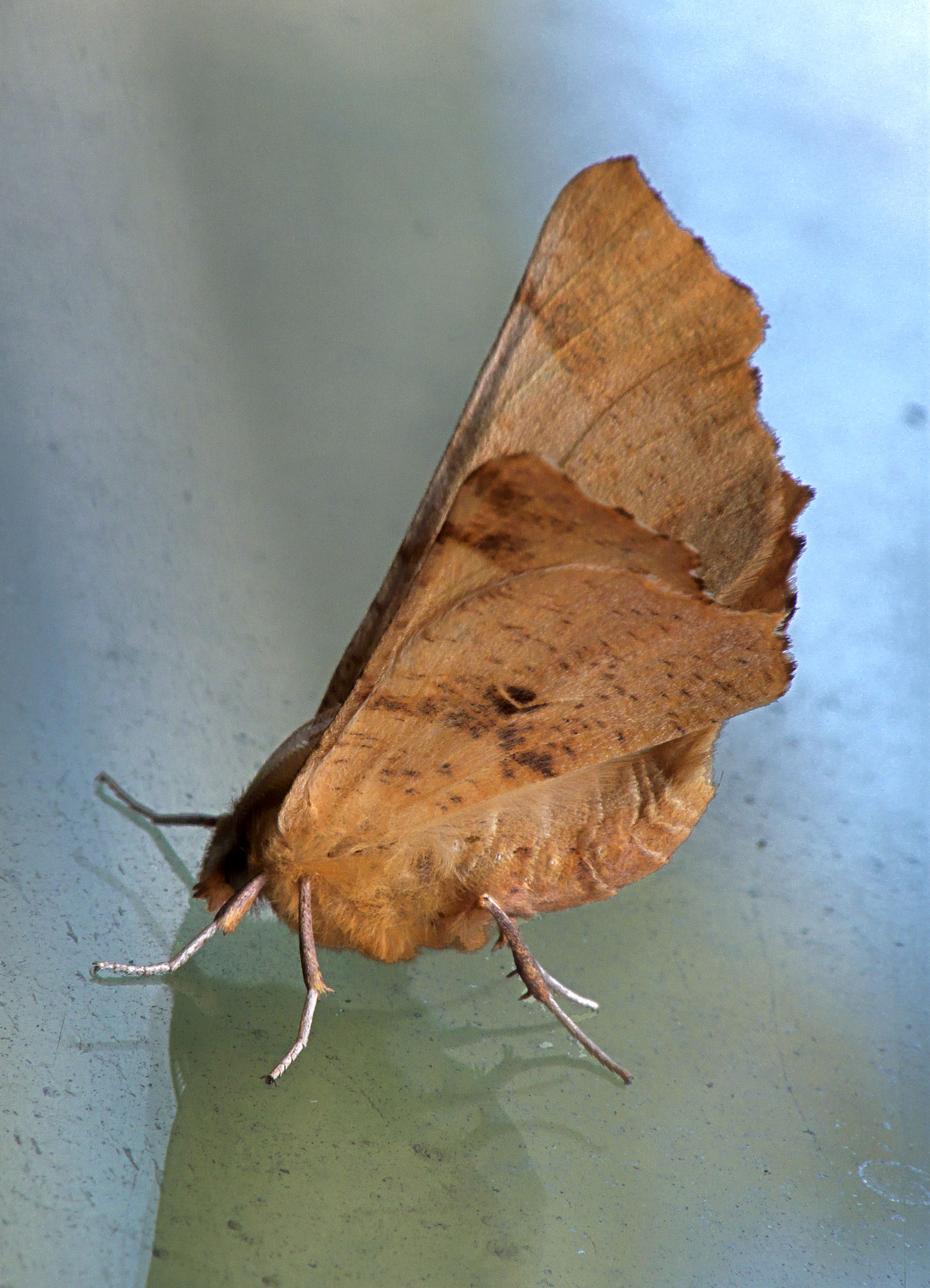
Mannetje in rust

De soort overwintert als ei op de waardplant. De eitjes worden in september of oktober gelegd.
De lichtgeelbruine tot roodachtige rups is tot 50 mm lang. Op segment vijf van de rups zitten een paar verhogingen en op segment negen twee lange uitsteeksels. De rups is te zien van april tot begin augustus. De rups verpopt zich aan de onderkant van een blad of op de grond.

## Waardplanten
De iepentakvlinder heeft diverse loofbomen als waardplanten.

## Voorkomen in Nederland en België
De iepentakvlinder is in Nederland en België een niet zo gewone soort, die verspreid over heel Nederland en het noordelijk deel van België voorkomt. In het zuidelijk deel van België is de soort maar van twee provincies bekend. De vliegtijd is van halverwege juni tot eind september in één generatie.